# Chiesa di Santa Maria Assunta (Cadegliano Viconago)
La chiesa di Santa Maria Assunta è la parrocchiale di Cadegliano, frazione-capoluogo del comune sparso di Cadegliano Viconago, in provincia di Varese e diocesi di Como; fa parte del vicariato di Marchirolo.

## Storia
Dagli atti relativi al sinodo comense del 1565, convocato dal vescovo Gianantonio Volpi, si legge che gli abitati di Arbizzo, Cadegliano e Viconago costituivano un'unica cura d'anime, con sede in quest'ultima località, a sua volta dipendente dalla pieve di Agno; questa situazione è confermata anche nelle relazioni delle visite pastorali effettuate dai vescovi Feliciano Ninguarda e Filippo Archinti.
Nel 1633 la chiesa passò alla pieve di Marchirolo; alcuni decenni dopo, tra il 1672 e il 1692, il luogo di culto venne integralmente ricostruito.
L'Ottocento vide la realizzazione della torre campanaria; la comunità cadeglianese fu eretta a parrocchia autonoma nel 1912, con decreto del vescovo di Como Alfonso Archi recante la data del 14 maggio.
Nel 1984, come stabilito dal decreto del vescovo Teresio Ferraroni del 10 aprile di quell'anno, la parrocchia confluì nel vicariato foraneo delle Valli Varesine, per poi tornare, alcuni decenni dopo, al vicariato di Marchirolo.

## Descrizione

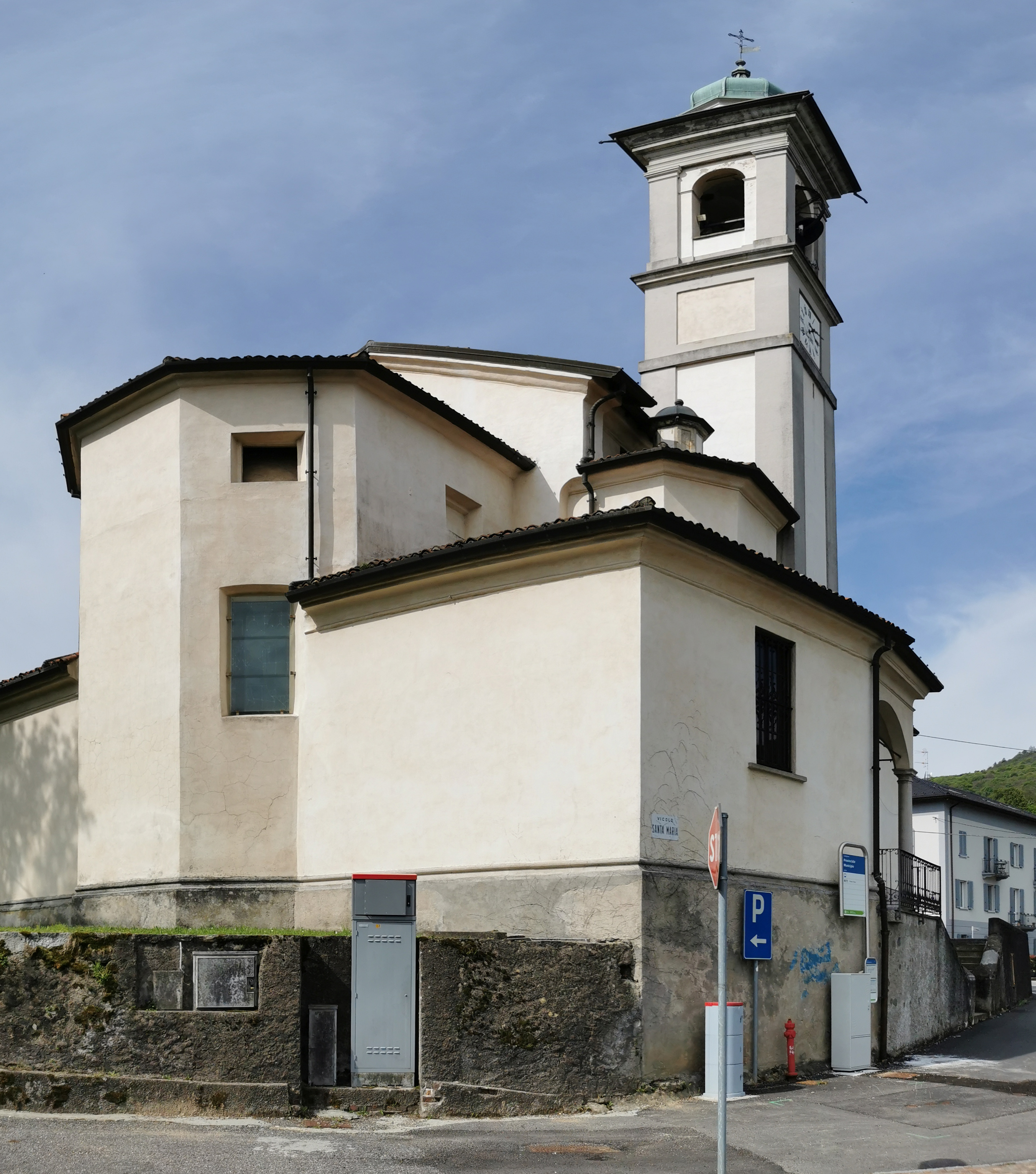
L'abside e il campanile

### Esterno
La facciata della chiesa, rivolta a occidente, è suddivisa da una cornice marcapiano aggettante in due registri, entrambi scanditi da lesene: quello inferiore, d'ordine dorico, presenta centralmente il portale d'ingresso, sormontato da una nicchia ospitante una statua con soggetto la Madonna Orante, mentre quello superiore, in stile ionico, è caratterizzato da una finestra e coronato dal timpano di forma triangolare.
Annesso alla parrocchiale è il campanile a base quadrata, la cui cella presenta su ogni lato una monofora a tutto sesto affiancata da lesene ed è coronata dalla cupola a cipolla poggiante sul tamburo ottagonale.

### Interno

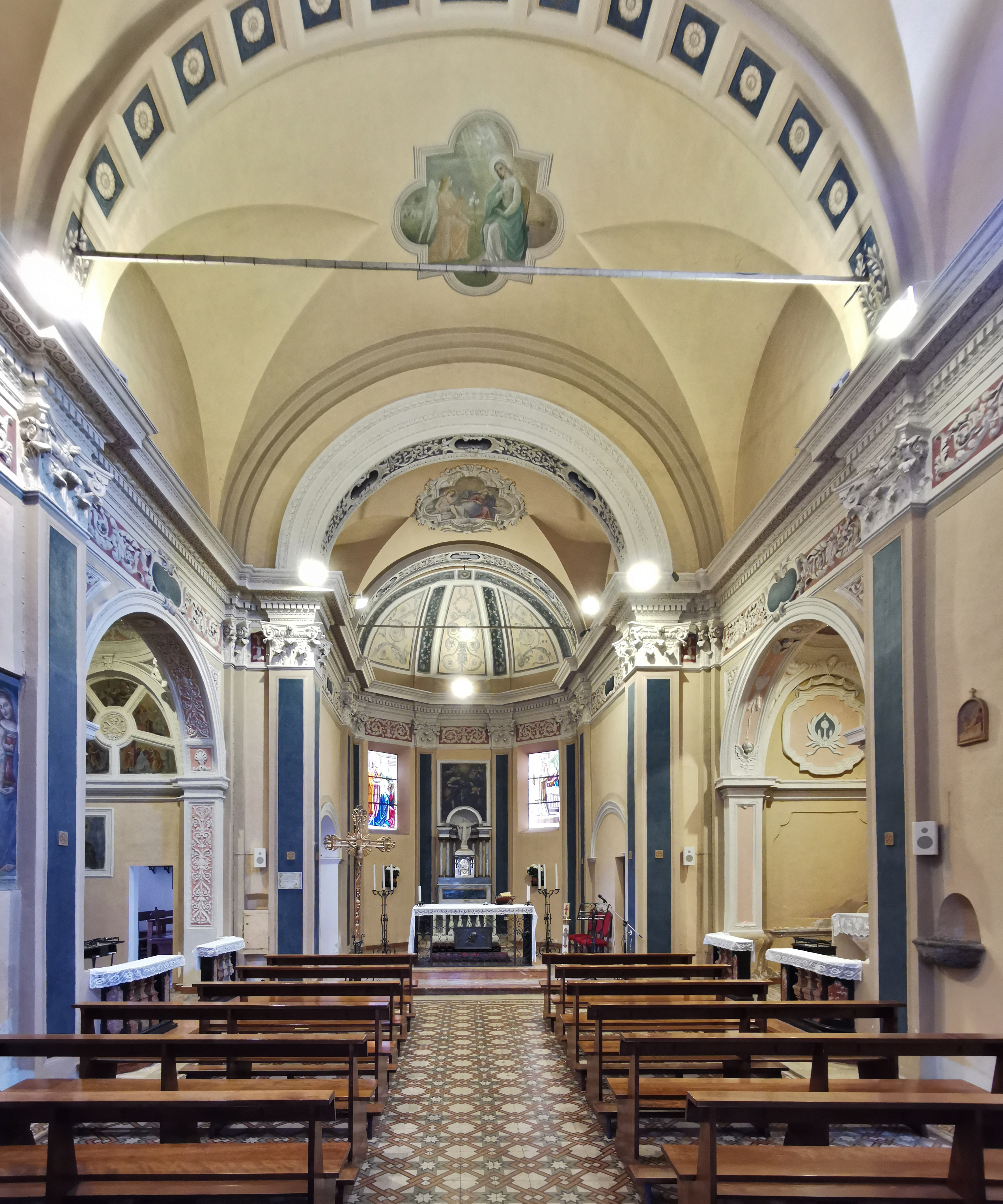
L'interno

L'interno dell'edificio si compone di un'unica navata, sulla quale si affacciano le cappelle laterali, introdotte da archi a tutto sesto e delimitate da balaustre, e le cui pareti sono scandite da lesene terminanti con capitelli corinzi e sorreggenti la trabeazione modanata e aggettante sopra la quale si imposta la volta a botte lunettata; al termine dell'aula si sviluppa il presbiterio, rialzato di alcuni gradini, ospitante l'altare maggiore e quello postconciliare e chiuso dall'abside di forma poligonale.
Qui sono conservate diverse opere di pregio, tra le quali l'affresco avente come soggetto il Battesimo nel Giordano, la pala raffigurante l'Annunciazione, risalente al Settecento, l'affresco di scuola lombarda ritraente la Vergine con Bambino in trono, collocabile nel XVI secolo, e la copia di affreschi che rappresentano San Domenico e Santa Rosa.